# جيمس بروكس (سياسي أمريكي)
جيمس بروكس (بالإنجليزية: James Brooks)‏ هو صحفي ومُحرِّر وسياسي أمريكي، ولد في 10 نوفمبر 1810 في بورتلاند في الولايات المتحدة، وتوفي في 30 أبريل 1873. حزبياً، نشط في الحزب الديمقراطي وحزب اليمين. وقد انتخب عضو جمعية ولاية نيويورك وانتخب عضو مجلس نواب مين وانتخب عضو مجلس النواب الأمريكي.